# João Roberto Basílio
João Roberto Basílio, ou simplesmente Basílio (São Paulo, 4 de fevereiro de 1949), é um ex-futebolista brasileiro, também apelidado de "Pé-de-Anjo". Seu feito mais conhecido foi o gol, em 13 de outubro de 1977, que deu o título do Campeonato Paulista de 1977 ao Corinthians, acabando com um jejum de quase 23 anos sem títulos importantes.

## Biografia e carreira
Tido como um jogador que praticamente não errava passes curtos, mas não tinha grandes momentos de brilhantismo, Basílio foi aprovado (mas eventualmente desistiu) nas categorias de base do São Paulo e Nacional, começando efetivamente em 1965, na Portuguesa, depois de passar cinco anos jogando no Cruz da Esperança, de Santana, e no Guarani, da Casa Verde, times de várzea da zona norte de São Paulo. A Lusa era o time mais próximo de sua casa, no bairro da Casa Verde: "Nasci como jogador na Portuguesa, cresci e fui educado pelos diretores do clube", contou o ex-jogador à revista Invicto em 2008. "Eles me ensinaram a ser profissional, a respeitar o clube. Isso não existe mais em nenhuma agremiação."
Subiu para os profissionais no fim da década de 1960 e lá ficou até 1975. O único título que conquistou no Canindé foi o Campeonato Paulista de 1973, que acabou dividido com o Santos. Pouco antes dessa campanha, brigou com o então técnico Cilinho e pediu para ser negociado, mas a saída do técnico e a posterior chegada de Oto Glória ajudaram-no a reencontrar seu futebol. Glória deslocou-o para o meio-campo com o surgimento de Enéas, que assumiu sua posição, e ambos se deram bem em suas novas funções, tanto é que o meio-campo formado por Basílio e Badeco foi considerado o melhor do campeonato.
Liberado pela diretoria da Portuguesa para oferecer seu passe a outros clubes, procurou o Santos, com quem chegou a entrar em acordo, enquanto Lusa e Corinthians também negociavam. Seu pai, que também era seu empresário, deu-lhe duas opções: ir para o Corinthians ou renovar com a Lusa; Basílio foi para o Corinthians. Chegou ao Parque São Jorge com a missão de substituir Rivelino, vendido para o Fluminense. Curiosamente, o próprio Rivelino tinha indicado o jogador para ser seu parceiro no meio-campo algum tempo antes. A estreia foi justamente contra o Fluminense de Rivelino, e Basílio participou, embora tenha dito não ter, à época, condições de jogo. No primeiro ano levou um susto ao sofrer uma parada respiratória, depois de se chocar com o goleiro Luís Antônio, do América de São José do Rio Preto, em 26 de julho de 1975. Basílio demorou quatro jogos até marcar seu primeiro gol com a camisa do Corinthians. O tento foi anotado diante do Comercial de Ribeirão Preto, na vitória, por 2–1, pelo Campeonato Paulista de 1975.
Nos dois primeiros jogos das finais do Paulistão de 1977, jogou como lateral direito a pedido do técnico Osvaldo Brandão. No terceiro, voltou à sua posição e marcou o que alguns autores consideram o gol mais famoso da história do Campeonato Paulista. Inicialmente, ele achou que a bola já tinha entrado no chute inicial de Vaguinho e já ia reclamar com o juiz. "Não deu tempo", contaria, em 2007, à revista Placar. "Ela acabou voltando para mim. Bati com convicção." O gol tornou-o herói instantâneo da torcida, mas era lembrado também por torcedores adversários, que lhe perguntavam: "Puxa, você não podia ter chutado aquela bola para fora?"
“Naquele momento era a alegria pelo gol que nos dava a vantagem no jogo. Hoje, não. A emoção é muito maior. Fui o escolhido para fazer o gol. Joguei de lateral, volante, meia, atacante, ponta… Sem falar que a bola sobrou para o Vaguinho e o Wladimir antes de mim. Mas uma força maior, de Deus, quis que fosse eu”, disse o ex-jogador no livro 'Basílio: o anjo sob a sombra Do Gol  e reproduzida no livro oficial do centenário do clube Corinthians - 100 Anos de Paixão.
Basílio realizou sua última partida pelo Corinthians na derrota, por 2–0, para o Santa Cruz no dia 28 de março, pelo Campeonato Brasileiro. No Corinthians, ele disputou 253 jogos e obteve 128 vitórias, 67 empates e 58 derrotas. Basílio ainda balançou as redes 29 vezes. Deixou o Corinthians em 1981, embora no início de 1980 o time tenha recebido uma proposta do Fort Lauderdale, time dos Estados Unidos, que inicialmente fora aceita pelo presidente Vicente Matheus, mas depois acabou rejeitada.
No final da carreira, foi utilizado ainda como volante. Passou pelo Juventus e Nacional, em 1981 e 1982, respectivamente. Depois de pendurar as chuteiras jogando no Taubaté, em 1983, aventurou-se como treinador. Foi inclusive técnico do Corinthians por seis vezes, entre 1985 e 1992. Também treinou Botafogo-SP, Portuguesa Santista e Juventus. Como técnico, conquistou a Taça dos Invictos pelo Corinthians, em 1990. Hoje aposentado, Basílio ainda costuma frequentar o Canindé em jogos da Portuguesa. "Gosto muito de acompanhar os jogos no meio da torcida", contou em 2008. "O clima é especial, a torcida é fanática."
Atualmente Basilio trabalha no departamento de Futebol Master do Sport Club Corinthians Paulista e comentarista do programa de TV 424 e da rádio Capital no programa Papo com Basilio. Casado com Ana Basilio e pai de três filhos: Roberta Basilio, João Roberto e Bruna Basilio.

### Lesões
No livro Basílio: o anjo sob a sombra Do Gol, o próprio Basílio contou as angústias que viveu durante seus 18 anos de carreira profissional. O primeiro susto aconteceu ainda quando dava os primeiros passos na Portuguesa. Em um jogo contra o Atlético Sorocaba, ele deslocou o braço. Sem poder fazer mais substituições, a Portuguesa precisou manter Basílio em campo. Mesmo com muita dor no braço, ele foi o responsável pelo gol da vitória, por 3–2, sobre o Atlético Sorocaba.
Jogador profissional, Basílio também gostava de disputar partidas amadoras. Em um jogo em Mairiporã, um município na Região Metropolitana de São Paulo, Basílio se envolveu em uma confusão e fraturou o pé ao tentar chutar um adversário, mas na verdade acertou uma torneira que ficava ao lado do campo.
Já no Corinthians, em 1975, Basílio esteve à beira da morte. Em um jogo contra o América de São José do Rio Preto (empate sem gols), ele se chocou com o goleiro rival, Luis Antônio. O joelho do goleiro bateu na cabeça do corintiano que desabou. Na queda, ele ainda se chocou com Vaguinho (Wagno de Freitas), companheiro de clube. Basílio precisou ser levado as pressas ao vestiário, e lá foi reanimado, através de respiração boca a boca, pelo médico Osmar de Oliveira, ex-comentarista da TV Bandeirantes.
Na mesma temporada, Basílio teve um problema que interrompeu sua carreira por cinco longos meses. Ele fraturou a perna. “Foi uma maldade muito grande. Não sei o nome do meu agressor e nem de sua fisionomia, mas o gesto foi maldoso. Ele foi com a intenção de quebrar minha perna”, contou o ex-jogador no livro Basílio: o anjo sob a sombra Do Gol.
Antes de se aposentar, Basílio jogou por clubes do Brasil e do exterior. No Esporte Clube Taubaté, ele rompeu o ligamento do joelho durante uma partida contra o Botafogo Futebol Clube, em Ribeirão Preto. Já no Club Olímpia, do Paraguai, Basílio foi picado por uma aranha venenosa, teve convulsões e seu sangue começou a coagular. Até hoje, ele ainda tem uma grande marca preta em umas das mãos, no local em que a aranha o picou.

### Em outras posições
Em sua carreira, Basílio atuou em todas as posições, até no gol. Quando era jogador da Portuguesa, Basílio precisou cumprir a função após a expulsão de Zecão. Ele ainda tomou um gol no final e viu o Santa Cruz Futebol Clube derrotar a Portuguesa.
Ainda no juvenil, o ex-jogador foi chamado para substituir o 'príncipe' Ivair Ferreira. Ele não decepcionou e marcou os três gols da vitória, por 3–1, sobre o Clube Atlético Mineiro de Minas Gerais.

### Apelidos
Basílio não é o seu nome, mas, sim, seu sobrenome — João Roberto Basílio. Foi Ipojucan, ex-meia-armador do Vasco e da seleção brasileira e, à época, treinador das categorias de base da Portuguesa, quem o "batizou" como Basílio. Foi o mesmo Basílio quem contou a história no livro-reportagem Basílio: o anjo sob a sombra Do Gol.
Se João Roberto é conhecido como Basílio no futebol, ele ainda tem outros dois apelidos na família. A irmã Neide chama-o de Tuta, enquanto Ronaldo apelidou-o de Cabo Silva.'.

## Títulos

### Jogador
Portuguesa
- Campeonato Paulista: 1973
- Copa Estado de São Paulo: 1973[14]

Corinthians
- Campeonato Paulista: 1977, 1979